# Burretiodendron hsienmu
Burretiodendron hsienmu är en malvaväxtart som beskrevs av Woon Young Chun och F.C. How. Burretiodendron hsienmu ingår i släktet Burretiodendron och familjen malvaväxter. Inga underarter finns listade i Catalogue of Life.